# 桂文楽 (9代目)
九代目 桂 文楽（くだいめ かつら ぶんらく、1938年9月21日 - ）は、落語家。落語協会所属、同協会相談役。出囃子は『桑名の殿様』。本名∶武井 弘一。「桂文楽」の当代である。

## 経歴
1957年4月、八代目桂文楽に入門。師匠の本名（並河益義）より一字を取り、桂小益を名乗る。
1959年に二ツ目昇進。1971年12月に師匠八代目桂文楽死去、兄弟子七代目橘家圓蔵の預かり弟子となる。
1973年4月に三升家勝彌、橘家圓平、三遊亭さん生、三代目吉原朝馬、柳家小のぶ、柳家かゑる、三升家勝二、小益、林家枝二、柳家さん吉の十人で真打昇進。
1975年よりまるか食品「ペヤングソース焼きそば」のコマーシャルに出演開始。その後、1992年まで17年間出演した。1981年に文化放送賞受賞。
1992年9月に九代目桂文楽を襲名、落語協会理事に就任。2014年に相談役となる。

## 芸歴
- 1957年4月∶八代目桂文楽に入門、前座名「小益」。
- 1959年∶二ツ目昇進。
- 1971年∶師匠文楽死去、七代目橘家圓蔵門下へ移籍。
- 1973年∶真打昇進。
- 1992年9月∶九代目桂文楽を襲名。

## 役職
- 1992年9月∶落語協会理事に就任。
- 2014年∶落語協会相談役に就任。

## 人物
東京都台東区浅草出身。タレント活動における過去の所属事務所はハブ・マーシー。タレント活動については、現在はフリーで活動している。先代の文楽が八代目を名乗ったため、当代は九代目を名乗る(本来の代数については、桂文楽を参照)。
若い時分より「四角い顔」で名を売り、テレビコマーシャルやラジオ番組のリポーター、テレビ朝日『日曜演芸会』のレギュラーなどとして活躍した。
名人であった先代と比較して陽気な芸風であり、先代と区別するために「小益文楽」などと呼ばれることもある。七代目立川談志などからは「セコ文楽」とも揶揄された。
上述の「四角い顔」を買われ、小益を名乗っていた頃にまるか食品より『四角い容器で焼きそばの新製品を出しますので』と依頼を受けてメーンキャラクターとして「ペヤングソースやきそば」のテレビコマーシャルに起用され、文楽を襲名する1992年まで出演していたため、CM出演終了後から年月を経ても「ペヤング」「ペヤングの人」「ペヤングのおじさん」、或いは「焼きそばの人」と呼ばれる場合もある。
夫人の父は、太神楽の家元二代目海老一海老蔵（海老一染之助・染太郎の師匠）である。
桂ひな太郎、三遊亭鬼丸と共に池袋演芸場特選会で「落語会さきがき」を開催している。

### 文楽襲名
テレビタレントとしても知名度が定着し、師匠の本名（並河益義）から一字を貰ったことへの思いから、入門以来、前座名の「桂小益」を名乗り続けており、名跡襲名は特に意識していなかった。
しかし、大看板と呼ばれる名跡が数多く塩漬け状態となっていることを危惧した席亭や落語協会から文楽襲名話が持ち上がる。兄弟子に六代目三升家小勝や七代目橘家圓蔵がいたが、すでに故人となっていたため、系譜から見て桂文楽を名乗るのに最も近い立場にあった。襲名を打診されてから半年程悩んだ末、1992年9月に「文楽」の名跡を継いだが、一部の落語ファンなどからは「大看板の安易な襲名だ」と批判された。
騒動が起きたことを謝罪するために落語協会会長五代目柳家小さんのもとを訪ねると、小さんからは「これからもっと辛いことがあるというのに、ここで挫けてどうする」と叱咤激励されたという。

## 弟子
- 桂ひな太郎 - 三代目古今亭志ん朝門下から移籍

## 出演

### テレビ
- 末廣演芸会
- やじうま寄席
- 夜明けの刑事 第104話「やりますわョ！男と女の大追跡」（1977年、TBS）- 焼芋屋
- 日本の話芸（NHK、2015年11月7日[注 4]）
- アナザーストーリーズ 運命の分岐点「落語を救った男たち　天才現る！古今亭志ん朝の衝撃」（NHKBSプレミアム、2017年6月13日)[2]

### 映画
- 宇宙怪獣ガメラ - 亀有公園のお巡りさん 役
- 落語物語（2011年、林家しん平監督）- 落語噺家協会会長・鞍馬家天狗 役

### CM
- ペヤングソース焼きそば
- さくらや
- 石匠あづま家
- グランシャトー

## 著書
- 桂文楽の ちょっと粋な話（2007年、有楽出版社）ISBN 9784408592930
- 笑いはクスリ 桂文楽の落語人生相談（2012年、佼成出版社）ISBN 	9784333025718